# Сонам Чоден Вангчук
Сонам Чоден Вангчук (англ. Sonam Choden Wangchuck; род. 25 июля 1953) — принцесса, является членом королевской семьи Бутана.
Сонам Чоден Вангчук — старшая дочь третьего короля Бутана Джигме Дорджи Вангчука и родная сестра четвёртого короля Бутана Джигме Сингье Вангчука.
В 1974—1989 и 1991—1996 годах она была представителем короля в Министерстве финансов, а в 1991—1994 и 1997—1998 годах — в Министерстве сельского хозяйства. Она также была специальным советником в министерстве финансов в 1990—1991 и 1996—1997 годах. Она возглавляла Королевскую страховую компанию Бутана с 1975 года, Друк Эйр с 1980 года, Национальную ассоциацию женщин Бутана с 1981 года, Королевскую комиссию по вопросам гражданской службы в 1982—1991 годах и Королевское валютно-финансовое управление с 1982 года.
Также была председателем Совета министров в 1998.